# Sénégali à tête rouge
Spermophaga ruficapilla
Espèce
Statut de conservation UICN

 LC  : Préoccupation mineure
Le Sénégali à tête rouge (Spermophaga ruficapilla) est une espèce de passereaux appartenant à la famille des Estrildidae.